# Cyathopoma nishinoi
Cyathopoma nishinoi é uma espécie de gastrópode  da família Cyclophoridae.
É endémica de Japão.